# サーモスタット
サーモスタット (英: Thermostat) とは、ある系の温度を調整するための装置であり、系の温度を設定された温度の付近に保つ働きを持つ。

## 概要
サーモスタットは系の内部に流入、あるいは外部に放散される熱エネルギーの流れを制御することにより、この働きをおこなう。すなわち、サーモスタットは適切な温度を維持するために、必要に応じて加熱あるいは冷却装置の作動および停止の切り替えを行う。
サーモスタットは様々な方法で構築することが可能であり、温度の測定には様々なセンサが使用される。センサの出力は加熱あるいは冷却装置を制御する。
基本的なセンサとしては以下の物がある。
- バイメタルや形状記憶合金による機械式検知
- ワックス粒の膨張
- サーミスタによる電気式検知
- 白金などの測温抵抗体による電気式検知
- 熱電対による電気式検知

これらにより、以下の手段を介して加熱・冷却装置が制御される。
- 直接的な機械的動作
- 電気信号
- 空気式信号

## 歴史
サーモスタットは1885年にアルバート・バッツにより発明された、プロセス制御法の最初の例として知られている。サーモスタットの発明は現在のハネウェル・コーポレーションの起源となった。
1936年にはセルギウス・ヴェルネによってワックス粒の膨張を用いたサーモスタットが発明され、水冷エンジンの自動車部品としてのサーモスタット (内燃機関)(Wax thermostatic element)として広く用いられるようになった。
サーモスタットのような働きをする機器として記録がある最も古いものは、1600年頃の人コルネリウス・ドレベルによる。